# Cyrtarachne
Genre
Synonymes
- Cyrtogaster Keyserling, 1864 nec Walker, 1833

Cyrtarachne est un genre d'araignées aranéomorphes de la famille des Araneidae.

## Distribution
Les espèces de ce genre se rencontrent en Asie, en Océanie, en Afrique et en Europe du Sud.
Ce genre couvre un vaste domaine qui s'étend de l'Ouest de la zone paléarctique et de l'Ouest africain au Japon, à la Polynésie et à l'Australie. La plupart des espèces du genre sont indo-malaises, cette région semblant être le berceau de la sous-famille qui a gagné l'Afrique mais qui n'a jamais atteint le continent américain.

## Liste des espèces
Selon World Spider Catalog (version 26, 16/07/2025) :
- Cyrtarachne akirai Tanikawa, 2013
- Cyrtarachne avimerdaria Tikader, 1963
- Cyrtarachne bengalensis Tikader, 1961
- Cyrtarachne bicolor Thorell, 1898
- Cyrtarachne bigibbosa Simon, 1907
- Cyrtarachne bilunulata Thorell, 1899
- Cyrtarachne biswajiti Biswas & Raychaudhuri, 2020
- Cyrtarachne biswamoyi Tikader, 1961
- Cyrtarachne bufo (Bösenberg & Strand, 1906)
- Cyrtarachne cingulata Thorell, 1895
- Cyrtarachne conica O. Pickard-Cambridge, 1901
- Cyrtarachne dimidiata Thorell, 1895
- Cyrtarachne fangchengensis Yin & Zhao, 1994
- Cyrtarachne finniganae Lessert, 1936
- Cyrtarachne flavopicta Thorell, 1899
- Cyrtarachne friederici Strand, 1911
- Cyrtarachne gibbifera Simon, 1899
- Cyrtarachne gilva Yin & Zhao, 1994
- Cyrtarachne grubei (Keyserling, 1864)
- Cyrtarachne guttigera Simon, 1909
- Cyrtarachne heminaria Simon, 1909
- Cyrtarachne histrionica Thorell, 1898
- Cyrtarachne hubeiensis Yin & Zhao, 1994
- Cyrtarachne ignava Thorell, 1895
- Cyrtarachne inaequalis Thorell, 1895
- Cyrtarachne invenusta Thorell, 1891
- Cyrtarachne ixoides (Simon, 1870)
- Cyrtarachne jucunda Tanikawa, 2013
- Cyrtarachne kaikobadi Biswas & Raychaudhuri, 2025
- Cyrtarachne lactea Pocock, 1898
- Cyrtarachne laevis Thorell, 1877
- Cyrtarachne latifrons Hogg, 1900
- Cyrtarachne lepida Thorell, 1890
- Cyrtarachne madagascariensis Emerit, 2000
- Cyrtarachne melanoleuca Ono, 1995
- Cyrtarachne melanosticta Thorell, 1895
- Cyrtarachne menghaiensis Yin, Peng & Wang, 1994
- Cyrtarachne nagasakiensis Strand, 1918
- Cyrtarachne nodosa Thorell, 1899
- Cyrtarachne pallida O. Pickard-Cambridge, 1885
- Cyrtarachne perspicillata (Doleschall, 1859)
- Cyrtarachne promilai Tikader, 1963
- Cyrtarachne raniceps Pocock, 1900
- Cyrtarachne rubicunda L. Koch, 1871
- Cyrtarachne schmidi Tikader, 1963
- Cyrtarachne sundari Tikader, 1963
- Cyrtarachne sunjoymongai Ahmed, Sumukha, Khalap, Mohan & Jadhav, 2015
- Cyrtarachne szetschuanensis Schenkel, 1963
- Cyrtarachne termitophila Lawrence, 1952
- Cyrtarachne tricolor (Doleschall, 1859)
- Cyrtarachne tuladepilachna Barrion & Litsinger, 1995
- Cyrtarachne wayanadensis Jwala, Sen & Sureshan, 2022
- Cyrtarachne xanthopyga Kulczyński, 1911
- Cyrtarachne yunoharuensis Strand, 1918

## Systématique et taxinomie
Cyrtogaster Keyserling, 1864, préoccupé par Cyrtogaster Walker, 1833, a été remplacé par Cyrtarachne par Thorell en 1868.

## Publication originale
- Thorell, 1868 : « Araneae. Species novae minusve cognitae. » Kongliga Svenska Fregatten Eugenies Resa omkring Jorden, Uppsala, Zoologi, Arachnida, p. 1-34.